# Sinagoga Vecchia-Nuova
La sinagoga Vecchia-Nuova (in ceco Staronová synagoga, in tedesco Altneuschul) di Praga è una delle sinagoghe più antiche conservate in Europa, nonché il monumento più antico del quartiere ebraico di Praga.  Per più di settecento anni fu la sinagoga principale della comunità ebraica della capitale boema.

## Storia
Costruita verso la fine del XIII secolo dalle maestranze dell'officina imperiale che lavoravano nel vicino monastero di Sant'Agnese, la sinagoga è una prova dell'importanza che già allora rivestiva la locale comunità ebraica.  In origine venne chiamata "Sinagoga Nuova", o "Sinagoga Grande": quando, a partire dal XVI secolo, vennero costruiti nuovi luoghi di culto ebraici, si cominciò a designarla come "Vecchia-Nuova" (in yiddish: אלטנוישול, Altneuschul).
Poiché la sinagoga Vecchia-Nuova è sempre stata la principale sinagoga della comunità ebraica praghese, in questo edificio pregarono e predicarono i più importanti rabbini dei tempi: nel XVI secolo Eliezer ben Eliyahu Ashkenazi, Mordechay ben Avraham Yoffe, Yehudah ben Bezalel e il suo allievo principale Yom-Tov Lipmann Heller, autore di un importante commento alla Mishnah; più tardi, l'importante rabbino praghese Yechezkel Landau, e il rabbino Shlomo Yehudah Kohen Rapoport, eminente rappresentante della Haskalah (l'"Illuminismo ebraico").

## Descrizione
L'edificio gotico (tra l'altro uno dei primi testimoni del gotico nella capitale ceca) fu costruito all'incirca nel 1270 e si è conservata fino a noi quasi nel suo stato originale.
La sinagoga Vecchia-Nuova è il più antico esempio conservato di sinagoga medievale a due navate.  Si tratta di un edificio a pianta rettangolare, con alto tetto a due spioventi e un frontone gotico a gradoni.  L'edificio è circondato, su tre lati, da bassi vani che fungono da atrio della sinagoga (a sud) e come area riservata alle donne (a nord).  Questi spazi sono collegati all'aula principale da strette aperture, che permettevano per esempio alle donne di seguire la liturgia.  Il piano della navata centrale è di qualche gradino più basso rispetto al livello del terreno circostante: secondo la tradizione, è un simbolo di umiltà.
Nell'atrio sono presenti anche due armadi di marmo di fattura barocca: servivano a depositare le tasse raccolte nelle comunità ebraiche di tutto il regno di Boemia, che venivano concentrate proprio a Praga.
L'interno del tempio è sovrastato da volte a nervature pentapartite, poggianti anche su due pilastri ottagonali al centro dello spazio.
Le dodici finestre ogivali corrispondono al numero delle dodici tribù di Israele.  Le mensole e le panche di pietra sono decorate con rilievi floreali (prevale la foglia di vite con grappoli d'uva).  Particolarmente significative sono le decorazioni dell'arca santa e delle chiavi di volta.  È proprio la somiglianza delle decorazioni della sinagoga con quelle di altri edifici gotici boemi che permette di datarne l'origine intorno al 1270.
Il centro della navata principale è occupato dalla bimah, il pulpito dal quale viene letta la Torah, circondata da una inferriata tardogotica.  I rotoli della Torah, invece, sono conservati nell'arca santa sulla parete orientale, in direzione di Gerusalemme.  L'arca è coperta da una tenda (in ebraico פרוכת‎?, paròkhet) e da un drappeggio (in ebraico כפורת‎?, kappòret), ornati con simboli che ricordano il santuario di Gerusalemme.  Davanti all'arca santa è appesa una lampada sempre accesa (in ebraico נר תמיד‎?, ner tamíd) e alla sua destra si trova un pulpito di pietra per il chazzan, che da qui guida il culto.
In questo tempio è tuttora conservata l'originaria disposizione delle panche per gli uomini lungo il perimetro dell'aula, disposizione un tempo comune anche alle altre sinagoghe ashkenazite.  Lungo il perimetro si conservano i profili delle nicchie, da poco rimessi in luce, che un tempo servivano a riporre accessori per la preghiera e libri.
Numerosi lampadari di bronzo del XVI-XVIII secolo illuminano l'aula.
Un grande stendardo, indice dell'importanza della comunità ebraica praghese, decora l'interno della sinagoga.  Il suo uso è attestato dalla fine del XV secolo, anche se lo stendardo venne restaurato nell'anno 1716, al tempo dell'imperatore Carlo VI d'Asburgo.  Al centro dello stendardo si trova la stella di David e al suo interno il copricapo che gli Ebrei erano costretti a portare, simbolo della comunità ebraica di Praga già dal XV secolo.  Lungo il bordo dello stendardo è scritto il testo ebraico dello Shema' Yisrael.
Nel 1883 la sinagoga fu restaurata in stile neogotico.

### Scritte decorative
Sulle pareti interne sono presenti delle scritte in lettere ebraiche.  Esse non sono delle parole di senso compiuto, bensì degli acronimi: ogni lettera è l'iniziale di una parola che fa parte di un versetto biblico o talmudico.
- nell'atrio della sinagoga, a destra del portale di accesso all'aula di preghiera: « Temi Dio e osserva i suoi comandamenti, perché questo è il tutto per l'uomo. »   ( Qo 12,15, su laparola.net.)
- sulla parete est, a sinistra per chi guarda:

(Eliezer ben Hurcanus, Berakhot 28b)
- sulla parete est, a destra per chi guarda: « Io ho sempre posto il SIGNORE davanti agli occhi miei. »   ( Sal 16,8, su laparola.net.)
- sulla parete nord: « Il SIGNORE sarà l'unico e unico sarà il suo nome. »   ( Zac 14,9, su laparola.net.)

(questa sigla è anche un cronogramma, che ricorda il restauro della sinagoga nell'anno 1618)
- sulla parete ovest:

(Jose ben Halafta, Berakhot 53a)
- sulla parete ovest: « Allontànati dal male e fa' il bene. »   ( Sal 34,14, su laparola.net.)
- sulla parete ovest: « Certo, Dio è buono verso Israele. »   ( Sal 73,1, su laparola.net.)
- sulla parete sud, sopra al portale di entrata: « Poiché il SIGNORE ha scelto Sion, l'ha desiderata per sua dimora. »   ( Sal 132,13, su laparola.net.)

(altro cronogramma a ricordo dell'anno 1618)

## Leggende
La Sinagoga Vecchia-Nuova era molto conosciuta a Praga e presso le altre comunità ebraiche europee: diverse sono le leggende e i racconti tramandati nei secoli che vi fanno riferimento. Il centro spirituale della comunità non servì solo per la preghiera, ma anche come punto di raduno degli ebrei praghesi e come un eventuale rifugio nei periodi di pogrom, come quello sanguinoso del 1389.
Secondo una leggenda, gli angeli, in forma di colombe l'avrebbero salvata più volte dagli incendi con le loro ali, e per questo si sarebbe conservata intatta sino ai giorni nostri.
Secondo un'altra leggenda, nella sua soffitta riposa il Golem, creato a difesa della comunità ebraica dal rabbino Judah Loew e in seguito "immobilizzato" dal suo stesso creatore.

## Galleria d'immagini

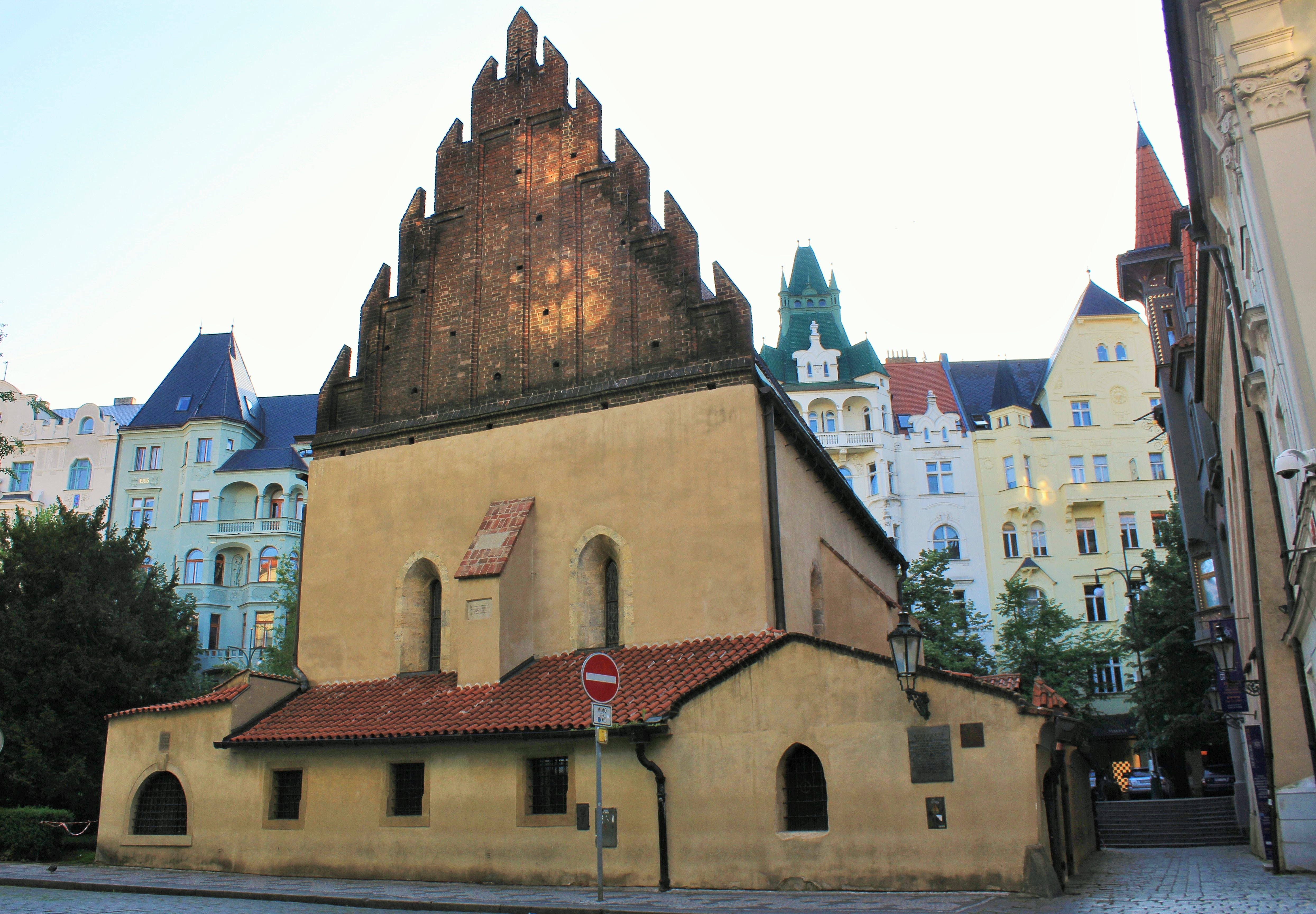
La facciata principale della sinagoga
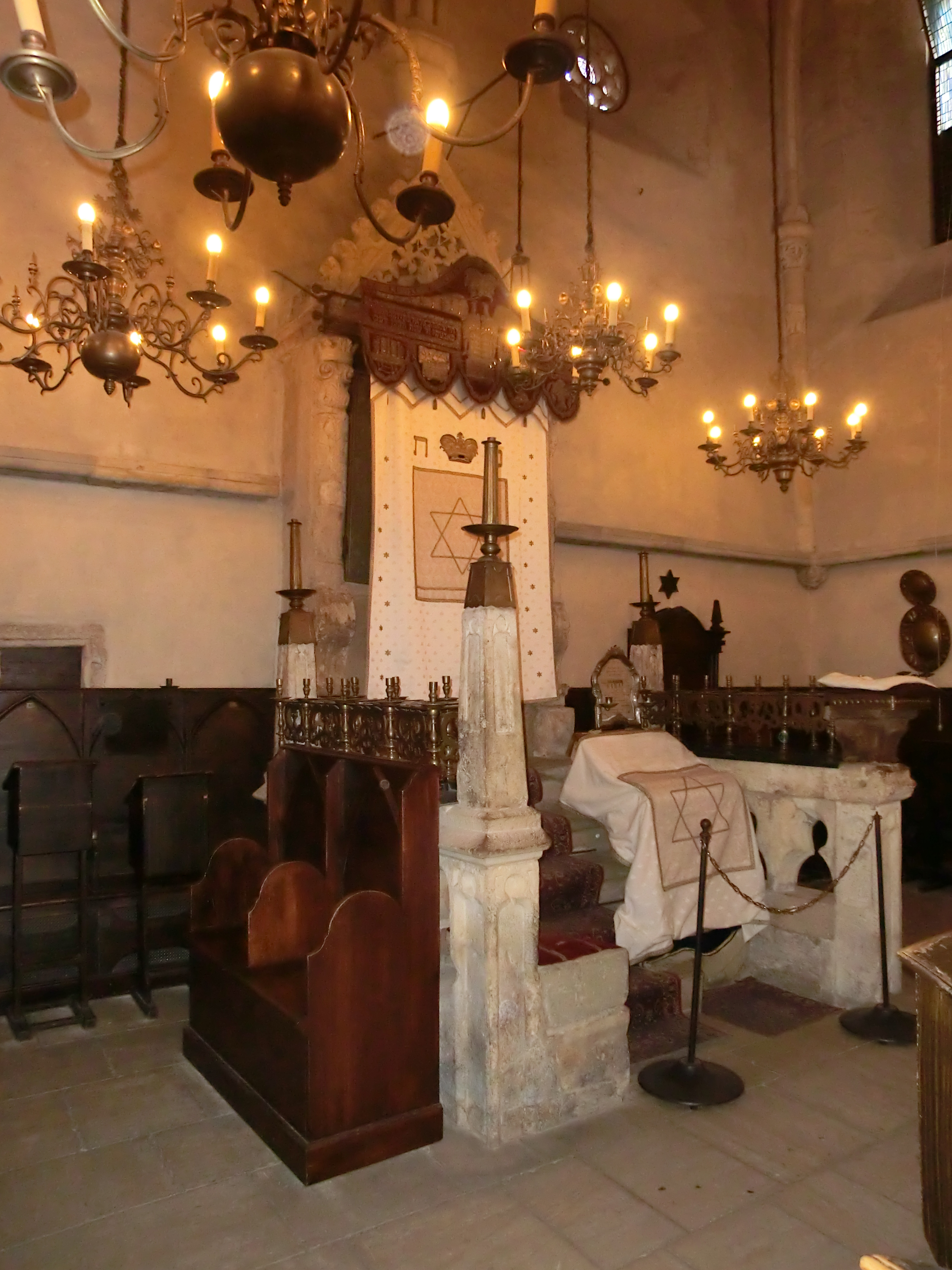
Aron e pulpito (amud) per il chazzan
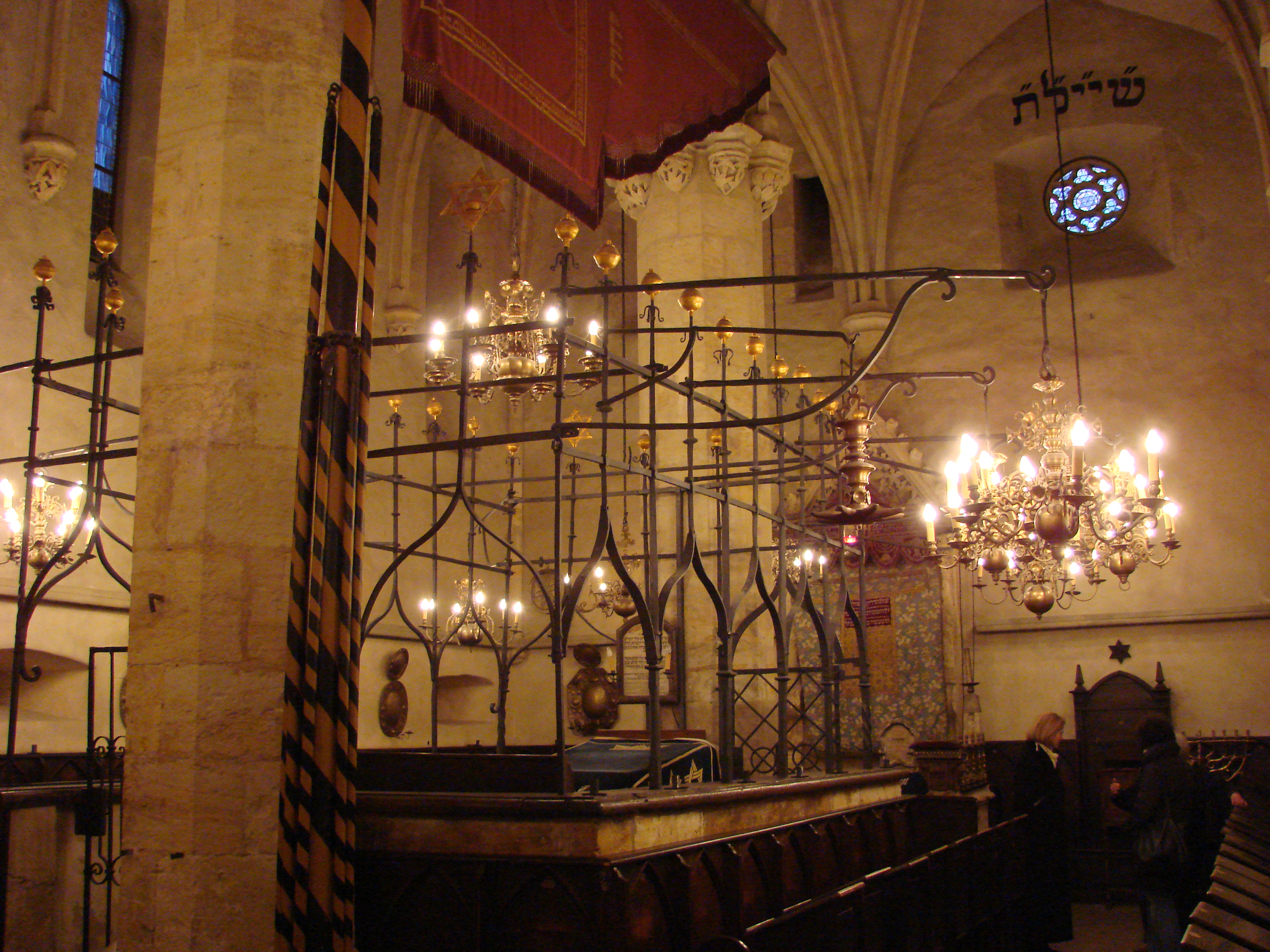
Bimah
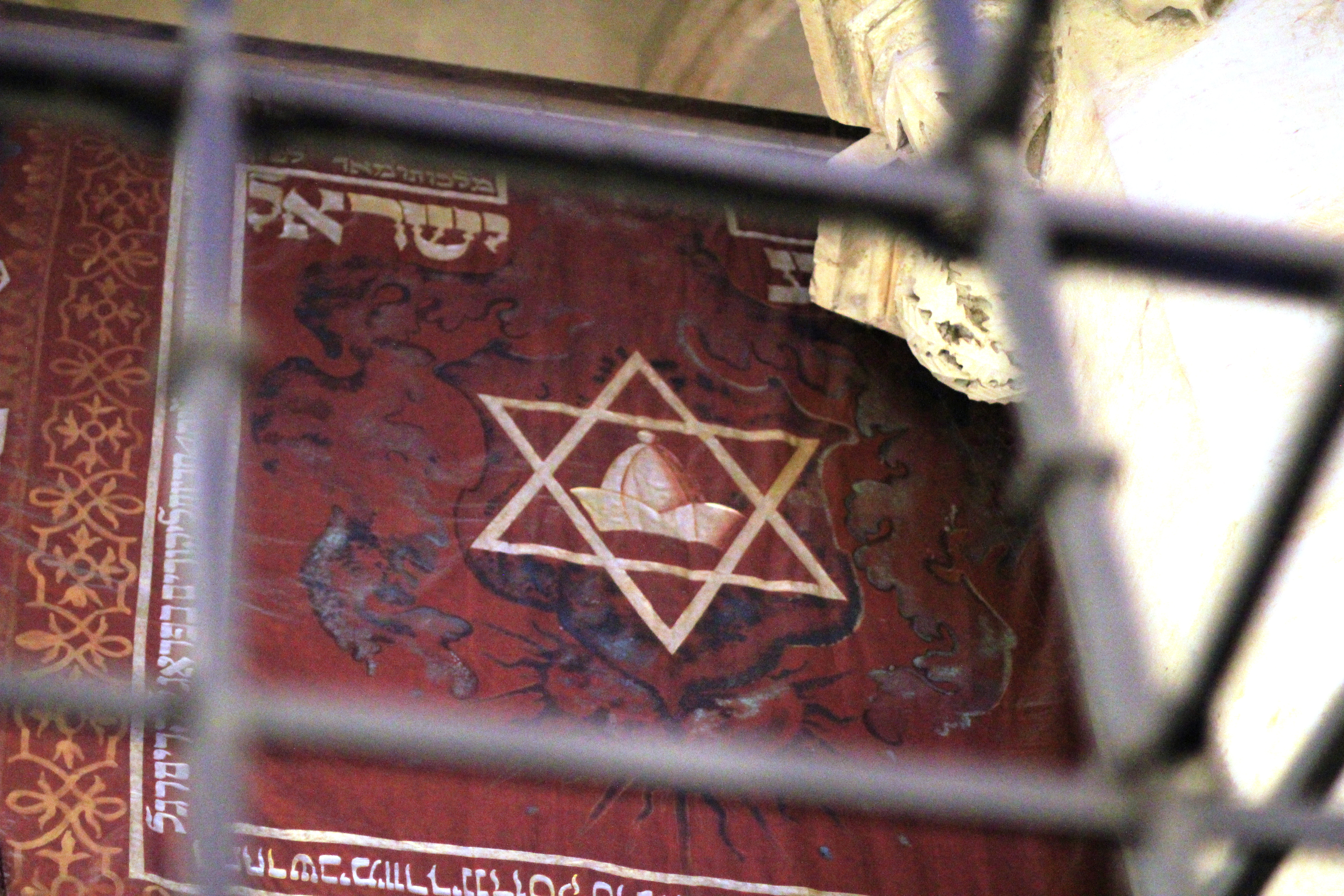
Stendardo della comunità ebraica di Praga
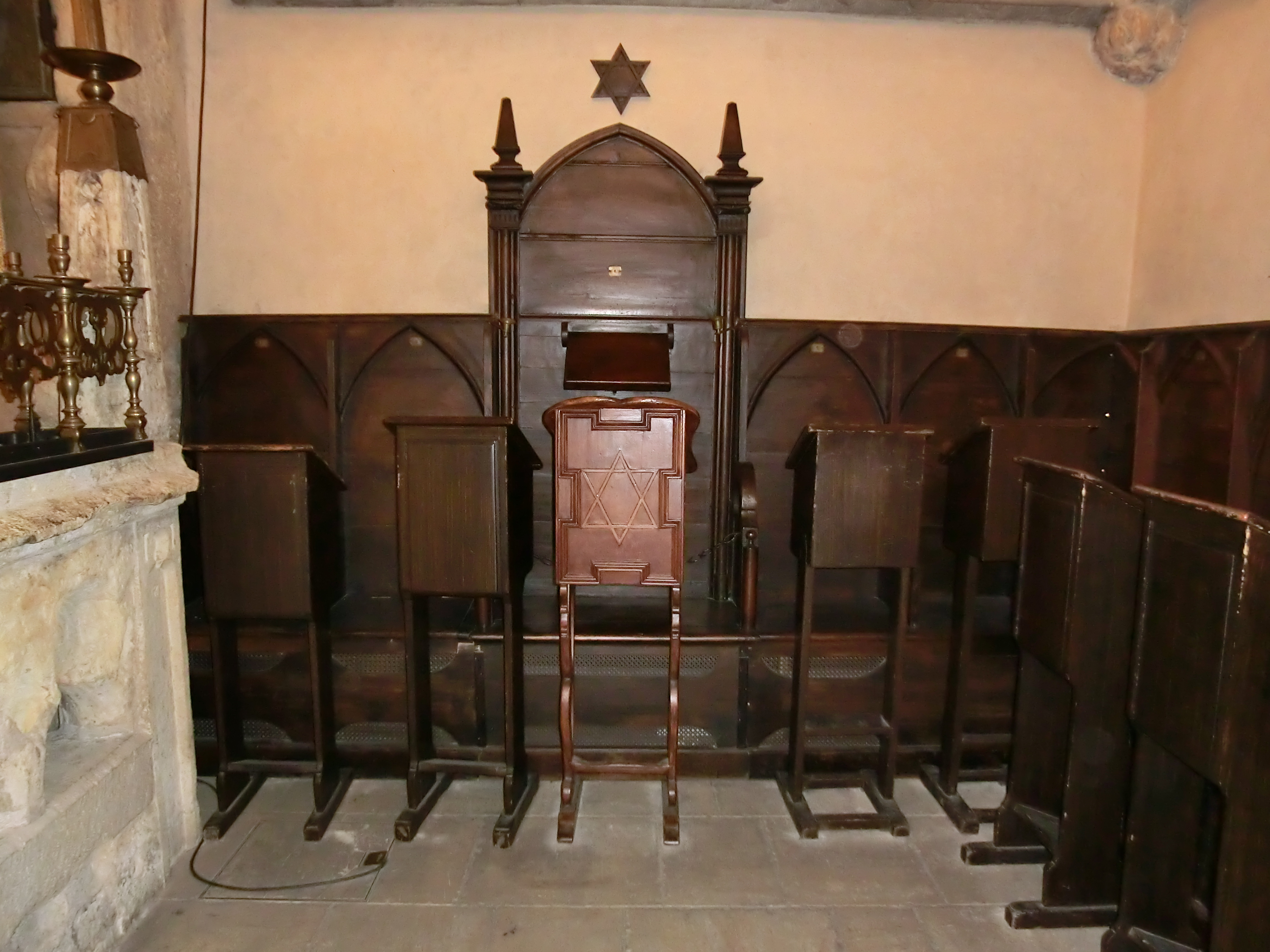
Panche per i partecipanti alla preghiera
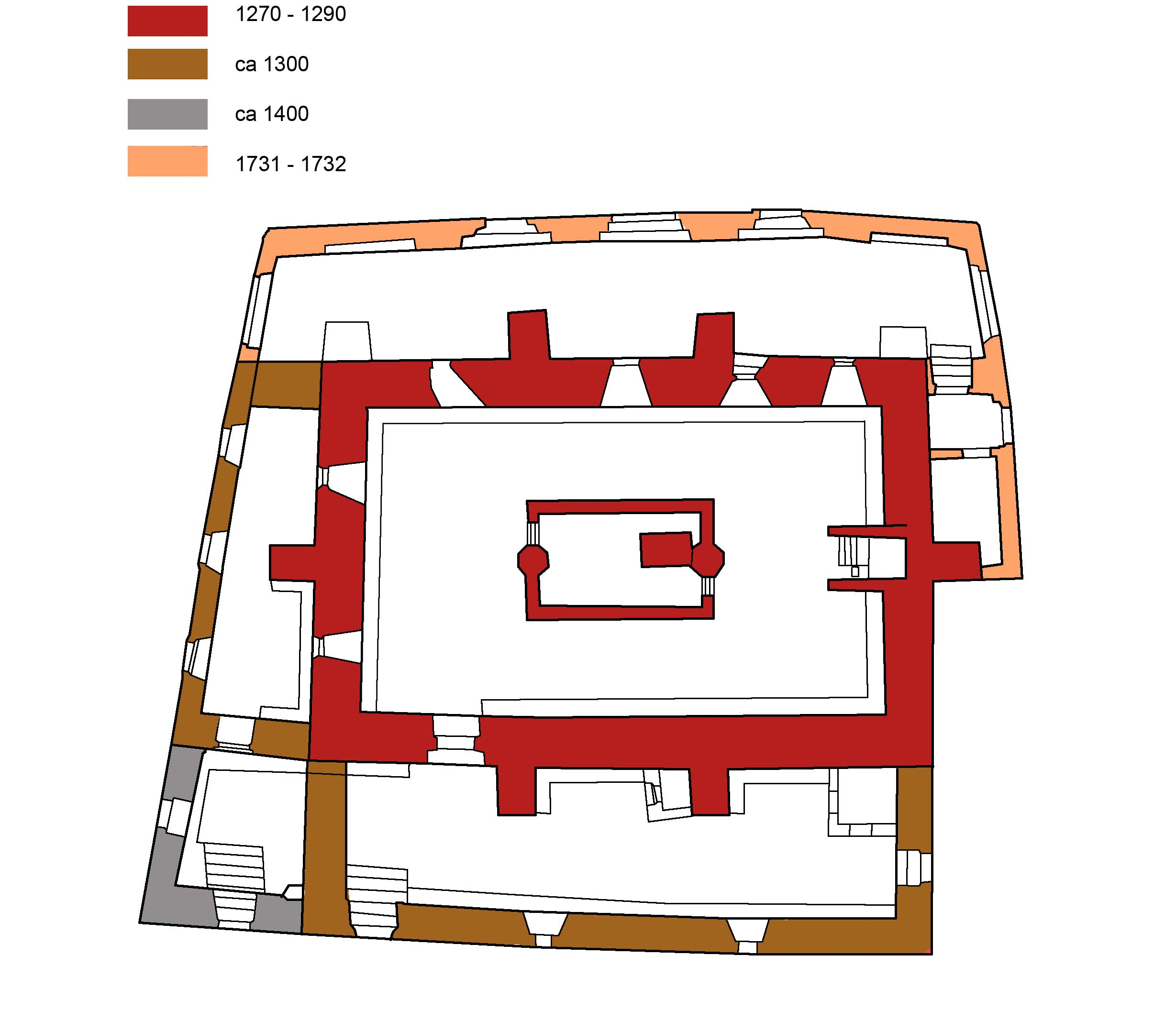
Pianta della sinagoga con i diversi interventi costruttivi
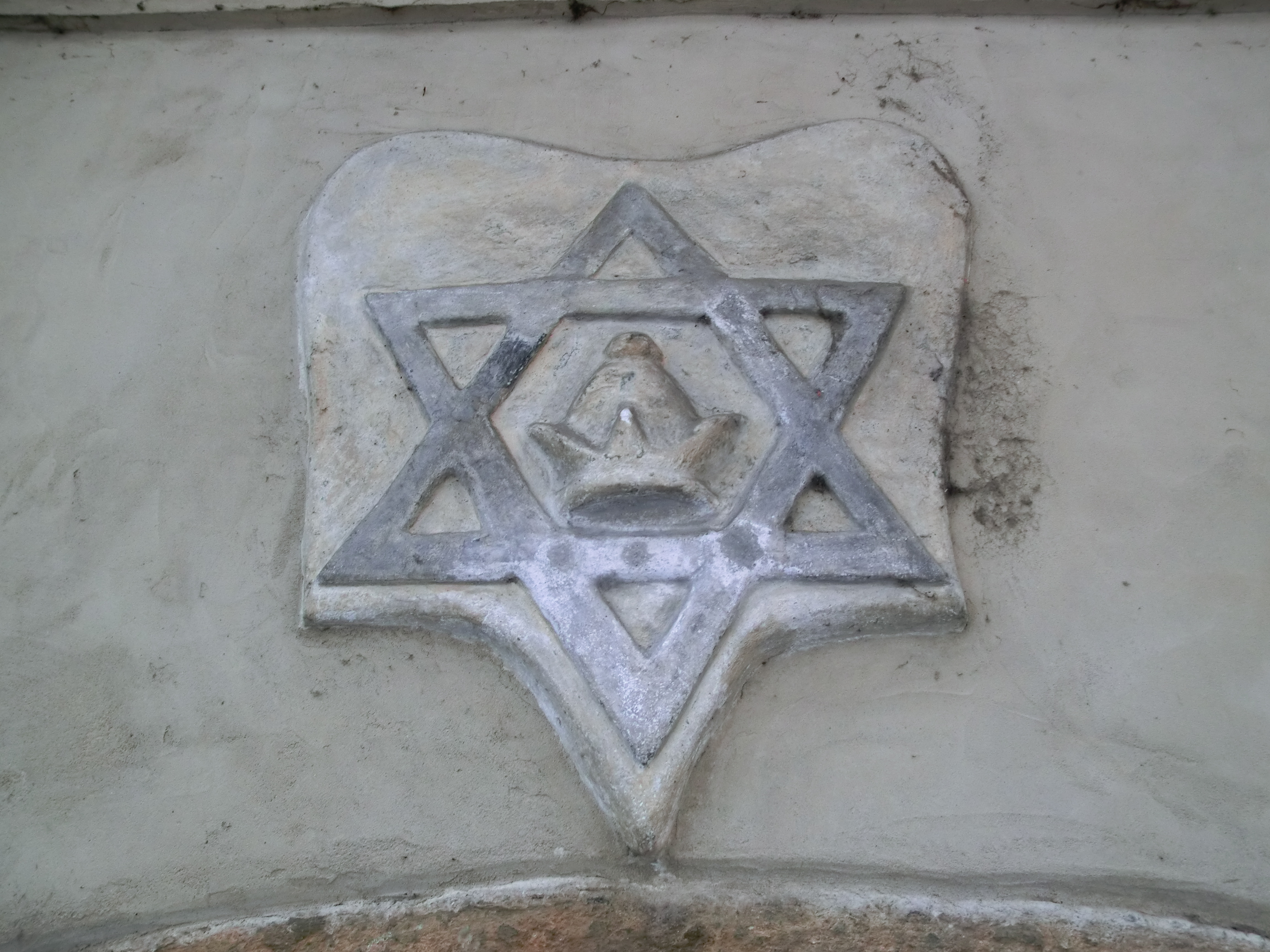
Lo storico simbolo degli ebrei di Praga, raffigurante la stella di Davide e, al centro, il copricapo che gli ebrei erano obbligati ad indossare fin dal Trecento
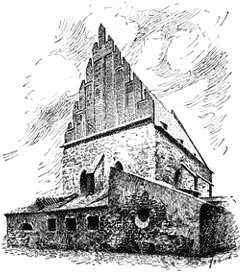
Incisione settecentesca
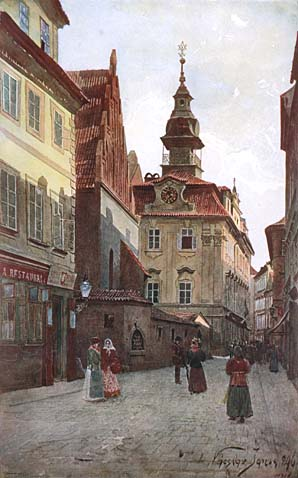
Dipinto di fine Ottocento della via della sinagoga
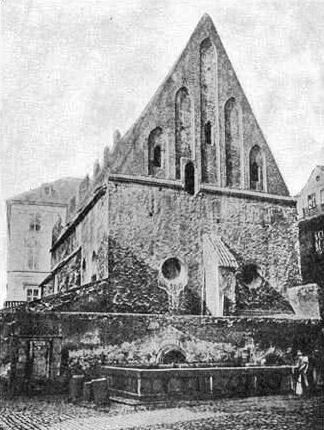
Retro della sinagoga in una fotografia antica
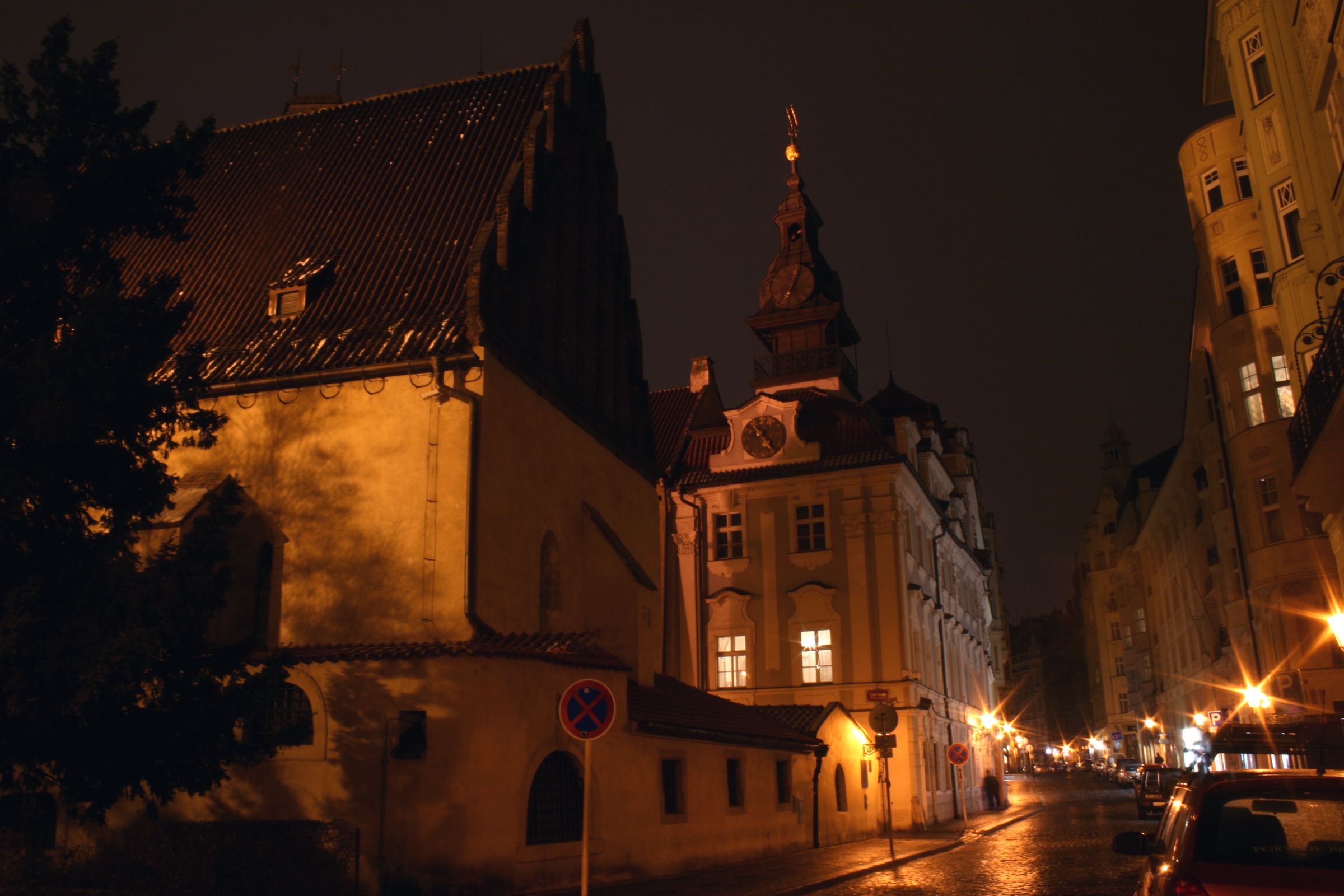
La sinagoga di notte